# Minelava
Minelava (Delta de la Verge / δ Virginis) és un estel en la constel·lació de Virgo de magnitud aparent +3,38. Al costat de Heze (ζ Virginis), és el quart estel més brillant de la constel·lació, ambdues estels de lluentor molt similar. Es troba a 202 anys llum del Sistema Solar.

## Nom
Tant Minelava com Auva, un altre nom utilitzat per designar a aquest estel, provenen de l'àrab عوى cawwa’, «(gos) bordador». El terme Awwa també s'ha usat per designar al petit grup d'estels de la constel·lació compost per Zavijava (β Virginis), Porrima (γ Virginis), Vindemiatrix (ε Virginis), Zaniah (η Virginis) i la pròpia Minelava.
En l'Eufrates δ Virginis era coneguda com a Lu Lim, «la gasela», «la cabra» o «el cérvol». Els hindús la van anomenar Apa o Apas, «les aigües».

## Característiques físiques
Minelava és un fred gegant vermell de tipus espectral M3III i 3720 K de temperatura, una dels pocs estels d'aquesta classe visibles a ull nu. La seva lluentor varia entre magnitud aparent +3,32 i +3,40, i està catalogat com un variable semiregular. La seva lluminositat és equivalent a 630 sols, inclosa una gran part de la seva energia que és emesa a la regió infraroja de l'espectre. Té un radi, calculat a partir de la seva temperatura i lluminositat, 61 vegades més gran que el radi solar, equivalent a una quarta part del radi de l'òrbita terrestre. A partir de la mesura del seu diàmetre angular (0,0098 mil·lisegons d'arc), s'obté un valor similar de 65 radis solars. Mostra una metal·licitat semblant a la solar ([Fe/H] = -0,03). Amb una massa entre 1,5 i 2 masses solars, Minelava certament és un estel en la fase final de la seva vida. No obstant això, no es coneix amb exactitud en quin punt es troba en la seva evolució; pot estar incrementant la seva lluentor amb un nucli inert d'heli, pot haver començat a atenuar-se en haver iniciat la fusió d'heli, o pot igualment estar augmentant en lluentor amb un nucli inert de carboni.
A 80 segons d'arc és visible un estel que pot ser una company real, si bé no hi ha estudis sobre aquest tema. Si veritablement forma un sistema binari amb Minelava, la seva lluentor correspon al d'un nan taronja de tipus K. Estaria situada a una distància mínima de 5000 ua, sent el període orbital del sistema superior a 200.000 anys.